# Film di culto

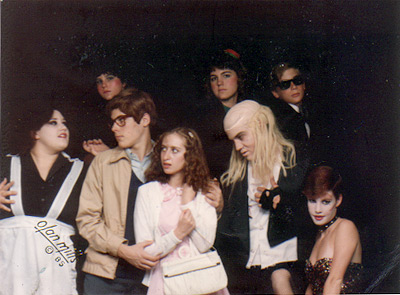
Alcuni fan del The Rocky Horror Picture Show travestiti con gli abiti dei loro personaggi preferiti

Un film di culto (o anche film cult, film culto; in inglese cult movie o semplicemente cult) è un'opera cinematografica che ha superato il livello del successo per arrivare a quello di icona sociale, spesso al di là dei mezzi economici impiegati per produrla e in modo non correlato al suo successo o insuccesso, commerciale o di critica, al momento dell'uscita. L'espressione riguarda anche quelle pellicole che, pur non avendo avuto un grande successo popolare, hanno comunque un pubblico straordinariamente affezionato, che prova verso di esse una stima quasi paragonabile ad un'adorazione religiosa (da cui il termine culto), arrivando talvolta a rappresentare un elemento di riferimento di un'intera generazione o di una subcultura.

## Definizione
Il termine cult è spesso abusato: talvolta sono gli stessi uffici stampa delle case di produzione a ricercare elementi che possano rendere un certo film appetibile per una categoria "influente" di spettatori, che poi, con il passaparola, fanno gradualmente convergere l'attenzione generale su un determinato prodotto. Tuttavia, i veri film culto sono definibili solo a posteriori, dopo diversi anni dalla loro uscita, e nascono in maniera del tutto spontanea, facendo emergere dall'opera un singolo elemento che rende significativa e memorabile nella storia del cinema l'intera pellicola. In caso contrario, si può parlare al massimo di una moda o di una tendenza, che, nella maggior parte dei casi, rimane passeggera e non si trasforma in vero culto.
Questo elemento significativo può essere, di volta in volta, un tema mai trattato prima, una tecnica innovativa, l'interpretazione di un particolare attore, un commento musicale, una singola scena o sequenza che segna un'epoca, o che sposta "in avanti" il comune senso del pudore. In genere, questi tipi di film riescono a creare numerose cerchie di fan.

## Cultd'autore
Il culto legato al cinema d'autore è un fenomeno che coinvolge gli appassionati di cinema che sono particolarmente attratti dai film prodotti da registi considerati maestri nel loro campo. Questi registi d'autore si distinguono per la loro visione artistica unica, la loro originalità stilistica e la profondità dei loro temi. Rientrano in tale categoria film come Via col vento, diretto da Victor Fleming, pietra miliare della storia del cinema, che ha segnato un'epoca, radicandosi nella cultura popolare, oppure Quarto Potere, diretto da Orson Welles, considerato uno dei migliori film della storia del cinema, o Casablanca, diretto da Michael Kurtiz, considerato il film più popolare dell'età d'oro di Hollywood, uno dei più celebri e citati della storia del cinema, e fonte d'ispirazione per numerose altre opere.
Sono considerate tali varie opere di registi del calibro di Alfred Hitchcock, come ad esempio Gli uccelli, oppure Francis Ford Coppola, come ad esempio Apocalypse Now, o ancora Stanley Kubrick, come ad esempio Full Metal Jacket.
Sergio Leone è considerato un pioniere degli spaghetti western per il suo approccio innovativo al genere. Ricordiamo pellicole quali Il buono, il brutto, il cattivo, che completa la cosiddetta trilogia del dollaro, e C'era una volta il West, primo della cosiddetta trilogia del tempo, che hanno introdotto nuovi elementi stilistici nel western, tra cui l'uso estensivo di primi piani, paesaggi desertici spettacolari e colonne sonore iconiche composte da Ennio Morricone. Gli spaghetti western di Leone hanno influenzato generazioni di registi e artisti, sia nel cinema che in altri medium. Le loro immagini iconiche, le loro musiche memorabili e le loro narrazioni avvincenti continuano a ispirare e influenzare il cinema contemporaneo, la televisione, la musica e persino la moda.
Ci sono diversi registi un po' più contemporanei che hanno creato film che sono diventati oggetto di culto nel panorama cinematografico moderno: basti pensare a Martin Scorsese, con vari suoi film che nel tempo hanno acquisito un seguito devoto, come nel caso di Taxi Driver; Ridley Scott, con una carriera che abbraccia una vasta gamma di generi cinematografici, e alcuni dei suoi film sono diventati veri e propri cult nel corso degli anni, influenzando il cinema e la cultura popolare, un esempio è Thelma e Louise; Quentin Tarantino, che ritiene che il cinema possa reinventare il mondo e rappresentarlo attraverso i propri mezzi, e lo ha fatto con Bastardi senza gloria, primo della cosiddetta trilogia del revisionismo storico.

## Cultd'exploitation
Per cinema d'exploitation si intende un genere cinematografico che mette da parte i meriti artistici per una estetizzazione più forte, estremizzando temi che sono di moda, di nicchia o di forte impatto emotivo, come scene di sesso e violenza.
Queste pellicole furono lentamente riscoperte dalla metà degli anni Novanta in poi, grazie a registi come Quentin Tarantino, Takashi Miike, Robert Rodriguez ed Eli Roth, i quali hanno dato vita a un nuovo filone del cinema d'exploitation che unisce lo stile classico di questi film ai grandi finanziamenti delle produzioni hollywoodiane.
Le pellicole più rappresentative di questa nuova generazione di registi sono Ichi the Killer, Kill Bill, Hostel e Grindhouse; quest'ultimo, in particolare, rappresenta una vera e propria dichiarazione d'amore verso questo genere di cinema.
Un caso particolare riguarda la saga australiana di Mad Max, ideata e diretta da George Miller, e iniziata col primo film Interceptor. La pellicola ebbe un basso budget, ma riscontrò un ottimo successo di critica e di pubblico; fu definita da TheWrap "il Quarto potere del nascente cinema d'exploitation australiano". La saga nel corso degli anni ha avuto un'evoluzione, costituita da film sempre più caratterizzati da azione intensa con ambientazioni post-apocalittiche, creando un franchise di prestigio con un impatto significativo sulla cultura pop e sul cinema contemporaneo; Fury Road, in particolare, ha vinto 6 premi Oscar ed è considerato da molti uno dei migliori film d'azione di sempre.

## Cultdi serie B

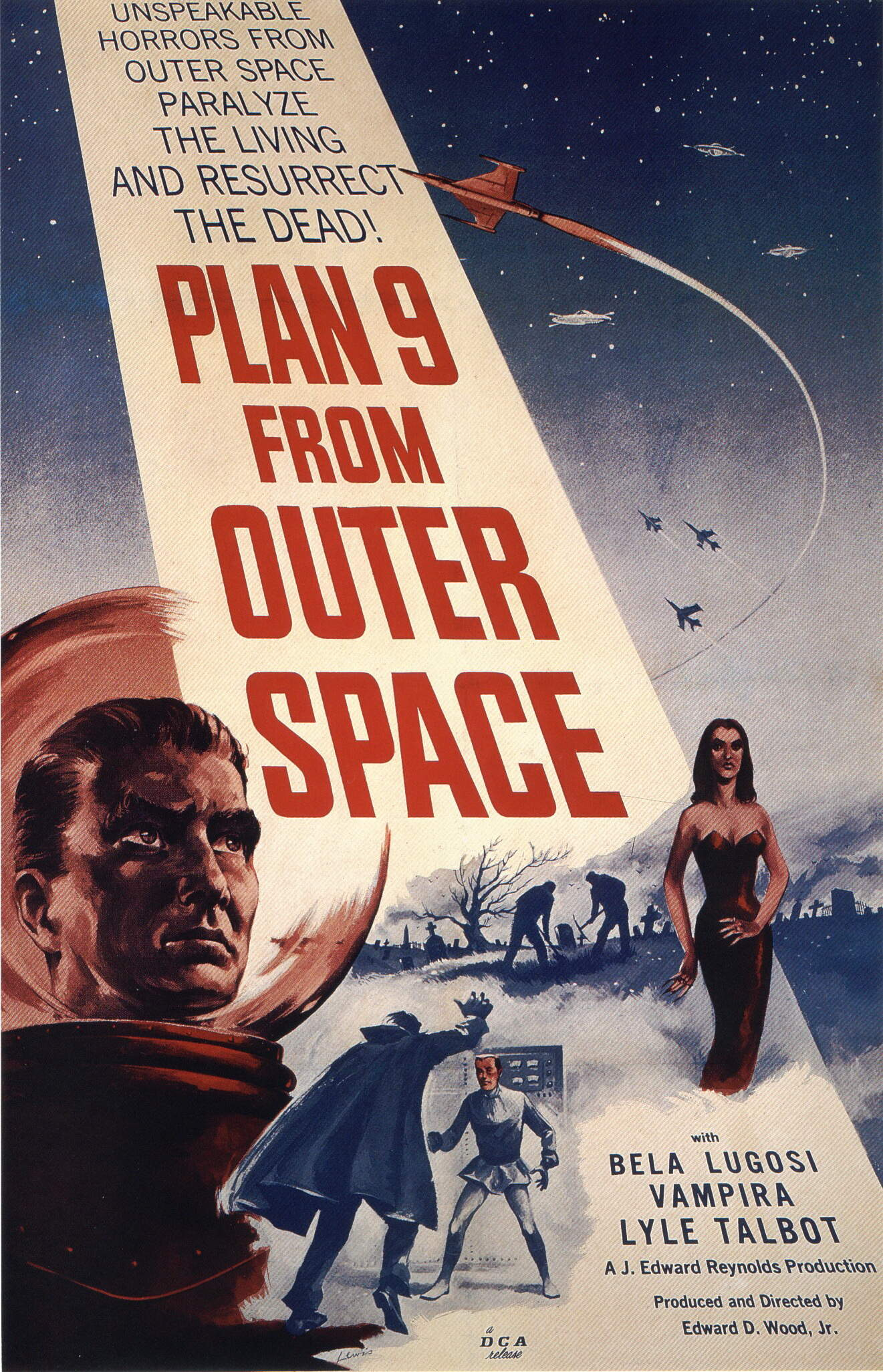
Plan 9 from Outer Space

Notevole è poi il culto per i film "brutti", pellicole di serie B realizzate a costi ristretti e trame spesso improvvisate. Pietra miliare di questo "genere" è sicuramente Plan 9 from Outer Space e la cinematografia di Ed Wood e Coleman Francis.

## Cultgenerazionali
Un'altra categoria di film di culto è costituita da quelli che offrono uno spaccato generazionale, facilitando così l'identificazione soprattutto degli spettatori adolescenti: tra questi possiamo ricordare, nel passato, pellicole come Gioventù bruciata, La febbre del sabato sera, Il seme della violenza; in tempi un po' più "recenti", film come Il laureato, Il tempo delle mele, la saga di Karate Kid, Gremlins, la saga di Ghostbusters, I Goonies, la trilogia di Ritorno al futuro, Breakfast Club e L'attimo fuggente.
Gli anni Novanta hanno dato origine a molti film influenti e di qualità, che alla fine sono diventati di tendenza nella cultura popolare: basti pensare a Ghost - Fantasma, Edward mani di forbice, Léon, Il corvo - The Crow, cult generazionale ricordato soprattutto per un tragico evento accaduto sul set, ovvero la morte di Brandon Lee, Pulp Fiction e Fight Club.
Vi sono anche quelli conosciuti e premiati, caratterizzati da 'personaggi icone', come ad esempio Rocky e Rambo, i cui personaggi sono interpretati da Sylvester Stallone, oppure Indiana Jones, il cui protagonista è interpretato da Harrison Ford, o ancora Terminator, con protagonista Arnold Schwarzenegger.
Ricordiamo tra i cult movie, infine, quei film che sono espressione di una subcultura, come ad esempio Easy Rider, Arancia meccanica, Rocky Horror Picture Show, The Blues Brothers, Hooligans, ecc.

## Cultdi genere
Alcuni film di fantascienza sono diventati cult per svariati motivi: dagli effetti speciali ai costumi, dal passaparola al merchandising collegato alle opere. Prima dell’avvento dei social, questo era uno degli elementi caratteristici e ricorrenti che spingeva una pellicola o una serie nell’olimpo della cinematografia. L’altra caratteristica che trasforma un film in un vero e proprio oggetto di culto per le generazioni future è la “visionarietà”. Alcuni fantasy sono stati talmente visionari, in una o più scene, al punto che oggi, a distanza di decenni, la fantasia ha superato la realtà, o la realtà ha superato la finzione stessa; ciò che un tempo era possibile solo sul set di uno studio scenografico o in un programma del computer. Possiamo ricordare Metropolis, film riconosciuto come modello di gran parte della cinematografia fantascientifica, film horror fantascientifici, come la saga di Alien e La mosca, film come E.T. l'extra-terrestre, Blade Runner, 2001: Odissea nello spazio, considerato uno dei più grandi film di fantascienza di tutti i tempi, ecc.
Il genere gangster rappresenta una tipologia di film che ha sempre conosciuto un certo successo tra il grande pubblico. Il merito è di personaggi memorabili e ricchi di sfumature, storie indimenticabili e atmosfere cupe al passo con l’evoluzione degli Stati Uniti. Senza ovviamente dimenticare le innumerevoli sequenze di grande violenza, tra eccessi e realismo, entrate nella storia del cinema. Rientrano in questa categoria la trilogia de Il padrino, con in particolare il primo considerato tra i migliori film della storia del cinema, diretta da Francis Ford Coppola, C'era una volta in America, diretto da Sergio Leone, ecc. La stagione migliore dei gangster americani è, però, quella che vede registi come Martin Scorsese o Brian De Palma realizzare alcuni dei principali capolavori di questo genere; in particolare, Quei bravi ragazzi per il primo e Scarface per il secondo. Nel tempo, il gangster movie si è però rinnovato, così come è cambiata la figura stessa del gangster. Negli anni Novanta, Quentin Tarantino offre ad esempio una nuova visione di questo genere, tra postmodernismo e iperrealismo, come nel caso de Le iene.
Tra i film cult del genere thriller, ci sono diverse opere che hanno lasciato un'impronta duratura nella storia del cinema. Questi film si distinguono per le loro trame avvincenti, caratterizzazioni intense e momenti iconici che li rendono memorabili per gli spettatori di tutto il mondo. Non si possono non citare le pellicole di Alfred Hitchcock, conosciuto come il maestro della suspense, quali ad esempio La finestra sul cortile e La donna che visse due volte, considerati due cult classici di questo genere. In epoca un po' più moderna, ricordiamo film come Il silenzio degli innocenti, I soliti sospetti, Seven, ecc.
Il genere horror è vasto e variegato, e spesso contaminato con altri generi, oppure catalogato in sottogeneri e filoni vari. Nonostante ciò, ci sono film che rientrano in un’ideale lista di titoli che ogni appassionato di horror dovrebbe vedere almeno una volta nella vita, come Rosemary's Baby - Nastro rosso a New York, La notte dei morti viventi, L’esorcista, Poltergeist - Demoniache presenze, film horror-thriller come Psyco, Lo squalo, Shining, The Sixth Sense - Il sesto senso, ecc. Da menzionare, inoltre, saghe horror che hanno introdotto icone memorabili che sono diventate parte integrante della cultura popolare, come Non aprite quella porta con Leatherface, Halloween, capostipite del sottogenere slasher, con Michael Myers, Venerdì 13 con Jason Voorhees, Nightmare con Freddy Krueger, e Scream con Ghostface.
Tra i cult religiosi più noti di tutti i tempi, possiamo ricordare I dieci comandamenti, Ben-Hur e La passione di Cristo, con sceneggiature straordinarie, scene che sono rimaste impresse nella memoria e ricostruzioni storiche accuratissime, che ne fanno dei veri e propri gioielli della settima arte. Ben-Hur, in particolare, rappresenta il film che ha vinto il maggior numero di Oscar in assoluto, ben 11; record poi eguagliato anche da Titanic e Il Signore degli Anelli - Il Ritorno del Re.

## Cultmoderni
Tra i cult moderni di grande successo, non si può non menzionare la trilogia de Il Signore degli Anelli, diretta e prodotta da Peter Jackson, il quale ha portato per la prima volta nella storia un film fantasy a vincere un premio Oscar per il miglior film, creando una delle saghe di maggiore successo di tutti i tempi, nonché, secondo alcuni, la migliore in assoluto. La trilogia è la più vittoriosa della storia, vincendo, in particolare, ben 17 premi Oscar, diventando la saga ad averne vinti di più in assoluto. Jackson, inoltre, ha diretto e prodotto anche la trilogia de Lo Hobbit, anch'essa appartenente a questa categoria; il regista, grazie alle sue produzioni cinematografiche, è colui che ha portato il grande pubblico a conoscenza delle opere di J. R. R. Tolkien, attirando un pubblico vasto e facendo appassionare numerosi lettori.
Parlando di saghe, costituite da film usciti anche in tempi moderni, vi sono quelle de Il pianeta delle scimmie, Guerre stellari, Jurassic Park, Matrix, Harry Potter e Pirati dei Caraibi, saghe che hanno fatto la storia del cinema, creando dei veri e propri media franchise. Esse hanno conseguito grande notorietà da parte del pubblico, sono state acclamate dalla critica, hanno ottenuto svariate premiazioni e hanno riscosso notevoli successi al botteghino.
Da considerare, inoltre, film come Braveheart - Cuore impavido,Titanic, Il gladiatore, Avatar; l'ultimo, in particolare, rappresenta il film che ha incassato di più in assoluto nella storia del cinema.